# Ngô Quyền, thành phố Bắc Giang
Ngô Quyền là một phường thuộc thành phố Bắc Giang, tỉnh Bắc Giang, Việt Nam.

## Địa lý
Phường Ngô Quyền có vị trí địa lý:
- Phía đông giáp các phường Dĩnh Kế, Hoàng Văn Thụ, Xương Giang
- Phía tây giáp phường Thọ Xương và phường Trần Phú
- Phía nam giáp phường Hoàng Văn Thụ và phường Trần Phú
- Phía bắc giáp phường Thọ Xương và phường Xương Giang.

Phường Ngô Quyền có diện tích 2,02 km², dân số năm 2023 là 25.973 người, mật độ dân số đạt 12.857 người/km².

## Lịch sử
Ngày 1 tháng 6 năm 1981, UBND tỉnh Hà Bắc ban hành Quyết định số 390/QĐ-UBND về việc thành lập phường Ngô Quyền trên cơ sở của hai tiểu khu Thùng Đấu và Hòa Bình.
Ngày 29 tháng 8 năm 1994, Chính phủ ban hành Nghị định số 103-CP về việc sáp nhập 36 ha diện tích tự nhiên và 6.060 nhân khẩu của phường Ngô Quyền vào phường Trần Nguyên Hãn quản lý.
Phường Ngô Quyền còn lại 69 ha diện tích tự nhiên và 7.000 nhân khẩu.
Ngày 28 tháng 9 năm 2024, Ủy ban Thường vụ Quốc hội ban hành Nghị quyết số 1191/NQ-UBTVQH15 về việc sắp xếp đơn vị hành chính cấp huyện, xã giai đoạn 2023 – 2025 của tỉnh Bắc Giang (nghị quyết có hiệu lực từ ngày 1 tháng 1 năm 2025). Theo đó, sáp nhập toàn bộ 0,87 km² diện tích tự nhiên và quy mô dân số là 11.950 người của phường Trần Nguyên Hãn vào phường Ngô Quyền.
Phường Ngô Quyền có 2,02 km² diện tích tự nhiên và quy mô dân số là 25.973 người.